# Cibernética: ou controle e comunicação no animal e na máquina
Cybernética: Ou Controle e Comunicação no Animal e na Máquina é um livro escrito por Norbert Wiener e publicado em 1948 nos EUA e com uma versões em português de 1970 e 2017.

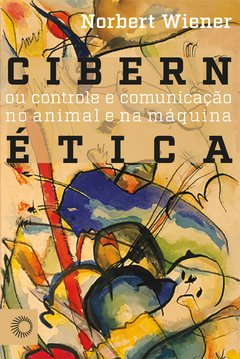
Capa - Cibernética - Ed. Perspectiva

É considerada a primeira referência do uso da palavra Cibernética para designar o mecanismo de retroalimentação (feedback). O livro estabeleceu os fundamentos teóricos para entendimento do controle em sistemas eletroeletrônicos, mecânicos e mesmo orgânicos.
Na segunda edição, de 1961, foram corrigidas falhas e incluídos dois novos capítulos.
O impacto do livro inspirou Wiener a escrever sobre as questões sociais e políticas levantadas em Cibernética para o leitor leigo, resultando no livro Cibernética e Sociedade publicado em 1967.

## Índice
Prefácio
Introdução
1. Tempo Newtoniano e Bergsoniano
2. Grupos e Mecânica Estatística
3. Séries Temporais, Informação e Comunicação
4. Realimentação e Oscilação
5. Máquinas Computadoras e Sistema Nervoso
6. Gestalt e Universais
7. Cibernética e Psicopatologia
8. Informação, Linguagem e Sociedade

## Capítulos Suplementares
9. Sobre Máquinas que Aprendem e Se Reproduzem
10. Ondas Cerebrais e Sistemas Auto-Organizantes

## Sinopse dos capítulos
Prefácio da 2ª Ed.
Discute o conteúdo do livro como um todo e as principais técnicas (matemáticas, de engenharia, de biologia) utilizadas na sua elaboração, principalmente focando nos novos capítulos IX e X. Menciona os trabalhos de Gabor para implementação das técnicas de blackbox e whitebox.

### Introdução
A introdução é extensa e avança e retrocede no tempo. Conta a história do trabalho conjunto com Rosenblueth (a quem o livro é dedicado) e das Conferencias Macy nas décadas de 1940 e 1950. Apresenta uma clara proposta de arquitetura de um computador, com 5 sugestões que foram, todas, adotadas nos computadores modernos.
Descreve seu envolvimento nos esforços da segunda guerra mundial e na implementação dos sistemas para mira de canhões antiaéreos.
Chega então ao conceito de feedback. Conta sobre um sistema de controle de condução de um navio (direção). Depois descreve um exemplo de feedback no corpo humano (pegar um objeto; controle muscular). Explica os distúrbios deste sistema nos seres humanos – ataxia.
Conclui, em certo ponto, que os problemas de controle e comunicação em engenharia são inseparáveis. Esses mecanismos sofrem de dois tipos de erros que parecem estar relacionados com o princípio da incerteza: posição e momento.
Discute a transmissão de mensagens e chega em Quantidade de Informação. Descreve o conceito de que “se a quantidade de informação é uma medida de organização do sistema, entropia é sua medida de desorganização”. Menciona o Demônio de Maxwell.
Define Cibernética (a área de conhecimento) como sendo "aquela do controle e comunicação, na máquina ou no animal". Conta como surgiu o grupo e se estruturou em computadores e lógica. Cita Pitts, Shannon, válvulas e computadores.
Menciona nova ida ao México aonde estuda condutividade e latência em meios uniformes e estudo estatístico da condutividade. Usa gatos em experiências. Discute os resultados. Relata a criação de aparelhos de leitura para cegos, pelo Dr. McCulloch. Então discute ideias sobre membros, próteses e sensores.
Na última parte, analisa a automação das fábricas e a consequente perda de empregos. Entende que vai surgir uma fábrica automatizada (que necessita de pouca mão de obra) mas a sociedade precisa, em primeiro lugar, basear-se em valores humanos.
Ele sabe que a Cibernética pode ser usada para o bem e o mal. Embora se esforce para considerar o lado positivo, opina que há pouca possibilidade de esperança.

### Tempo Newtoniano e Bergsoniano
Ideia principal: o tempo pode transcorrer em qualquer sentido, do ponto de vista da mecânica newtoniana. Mas ele tem uma direção única na mecânica estatística e na física quântica.
Compara os sistemas planetário e meteorológico, em termos de dados. Faz algumas considerações para mostrar o sentido do tempo. Deduz a seguinte conclusão: dentro de uma mundo em que se possa comunicar, a direção do tempo é uniforme. Explica o sentido do tempo, do passado para o futuro (ou seja, que não pode ser revertido).
Discute a oposição entre as escolas de pensamento do Vitalismo e Mecanicismo. Longa digressão sobre ciência para produzir equipamentos. Papel de Deus na relação ser humano versus matéria; explica como se dão as sensações nos seres vivos. Para descrever como os seres humanos absorvem os estímulos externos, descreve a ideia de Mônadas de Leibniz. Apresenta então aspectos da evolução técnica dos sistemas mecânicos e eletrônicos.
Conclui: "A vida e os mecanismos são a mesma coisa. A oposição entre vitalismo e mecanicismo é uma questão mal colocada. Materialismo é mecanicismo".

### Grupos and Mecânica Estatística
Ideia principal:
Começa explicando como Gibbs chegou à sua ideia de mecânica estatística. Avança dizendo que uma função pode ser expressa como uma soma de séries. Diz que uma distribuição (série) tem uma interpretação física e que se associa a um sistema com menos graus de liberdade. Apresenta a ideia de Gibbs que prova que {\displaystyle {\lim _{T\to \infty }{\frac {1}{T}}\int _{-T}^{0}}{f(t)}dt} é igual a {\displaystyle {\lim _{T\to \infty }{\frac {1}{T}}\int _{0}^{T}}{f(t)}dt} que considera uma conclusão fundamental.
Menciona que uma regra que valha sempre em um sistema físico seria um invariante e isso leva à ideia de conjunto de transformações, grupo de transformações e invariantes.
Discute vários cenários sobre aplicação das transformações quando as inversas podem ser aplicadas, mostrando comutatividade e conclui sobre a necessidade de linearidade nas equações.
“A teoria das transformações que preservam as medidas podem ser reduzidas à teoria das transformações ergódigas”.
Entropia é uma noção fundamental em mecânica estatística. Wiener explica que a entropia, como medida da desorganização, quase sempre aumenta. Menciona o Demônio de Maxwell, a informação como processo de transmissão e que qualquer acoplamento é sempre relativo à energia e que um sistema em equilíbrio dinâmico estatístico esta em equilíbrio tanto em termos da energia quanto entropia.
Diz que as enzimas (e o próprio ser humano) podem ser vistas, um pouco, como um Demônio de Maxwell, pois revertem o aumento de entropia.

### Séries Temporiais, Informação, e Comunicação
Ideia principal: mostrar como as séries temporais podem ser usadas na transmissão da informação; essa última, é o objeto da comunicação. Esse trabalho, juntamente com o de outros cientistas da informação foram as peças fundamentais da teoria da informação e comunicação que foi desenvolvida nas décadas seguintes.
Explica o que é uma série temporal; uma sequência de medidas no tempo. Apresenta as equações. Mostra que na ausência de ruído, a informação é infinita e, com a presença de ruído essa quantidade é finita e tende a zero rapidamente, com o aumento deste. Apresenta a equação que equivale à aplicação da segunda lei da termodinâmica em engenharia de comunicações. Mostra que a codificação em modulação em amplitude seria a mais eficiente para transmitir informações.
Analisa séries temporais e diz que se pode calcular distribuições futuras pelas distribuições passadas. Começa a apresentar as equações das séries e calcular suas médias. Mostra equivalência entre séries e seus respectivos deslocamentos no tempo. Sugere construir modelos genéricos, baseado no movimento browniano e apresenta:
{\displaystyle {\int _{a}^{b}}{d\lambda \exp[i\int _{-\infty }^{\infty }}K(t+\tau ,\lambda )d\xi (\tau ,\gamma )]}
Faz diversas análises e conclui que é um primeiro passo em reduzir uma classe tão grande de séries temporais úteis para aplicações práticas. São feitas diversas análises sobre equações para séries temporais. Conclui fazendo observações sobre mecânica quântica de forma breve.
Sobre as séries temporais, afirma que podem ser usadas na teoria da quantidade de informação. E consequentemente na teoria de entropia. Explica o que é ressonância (ou degeneração quântica), isto é, quando dois estados são equivalentes. E que isso encontra paralelo nos seres vivos (embora Wiener faça essa explicação de forma vaga)..

### Feedback and Oscilação
Ideia principal: o que é retroalimentação (feedback), como essa sistemática funciona em máquinas e seres vivos, quais os problemas afetam o feedback e quais são as formas de descrevê-lo matematicamente.
O capítulo começa contando casos clínicos. Define feedback como sendo uma cadeia de eventos que ocorre com a transmissão e retorno de informação. Cita o exemplo do termostato para controlar temperatura ambiente e o sistema de válvulas mecânico para controlar velocidade de um motor. Define que o feedback tende a se opor ao que o sistema faz, e por isso, é dito feedback negativo. Em seguida, explica como fazer a modelagem matematicamente e apresenta a equação:
Informa que não pode começar por - ∞ pois não se sabe o futuro da função. Quando a função aceita -∞ significa que f(t) não é realmente um operador. Essa equação tem duas propriedades: (1) independe de uma mudança na origem; (2) é linear. Chega às funções f(t) exponenciais e encontra as regiões do plano onde as soluções existem. Chama isso de limites, fronteiras (boundaries) e classifica os pontos interiores e exteriores.
Esboça um circuito eletromecânico, define as equações de controle e calcula as soluções. Faz uma transformação para coordenadas polares. Encontra a curva cordiforme e explica que as soluções da equação estão no interior. Conclui dizendo que é possível compensar qualquer operador por feedback pesado [forte] e, três operadores por dois feedbacks sucessivos. Mostra outros exemplos de composição usando dois feedbacks em sistemas de navegação (direção de navios).
Por fim, chega a sistemas humanos. Diz que os sistemas humanos não pode ser estabilizado por um único feedback. A Cibernética Psicológica é então a área que que precisa entender (separar e isolar) as áreas de controle do feedback postural e voluntário. Ao final, cita oscilações lineares e diz que os sistemas (humanos) são não lineares mas pode-se fazer uma aproximação para linear (linearização).
Explica que há duas abordagens concorrentes, considerando onde se fecha a malha de feedback, antes ou depois do atuador. E aspectos de cada uma. Descreve, em seguida, um outro sistema de feedback, mais sofisticado, que trata tanto de retornos mais rápidos quanto mudanças lentas (chamadas secular loads).
O último ponto é a explicação sobre homeostase. Cita diversos ciclos controlados do corpo humano como pressão, sexo, cálcio, etc. A diferença destes com os sistemas voluntários é que o tempo de reação nos sistemas involuntários é maior, ou seja, são mais lentos.

### Máquinas Computadoras e Sistema Nervoso[6]
Ideia principal: São ilustradas os conceitos para criar um computador que calcula, armazena informação e, inclusive aprende.
Começa explicando que computador equivale a armazenar e operar números, e dar resultados numéricos. Estima o custo de guardar informações. Chega ao valor mínimo 2 e apresenta a forma de representação: {\displaystyle v=v_{0}+{\frac {1}{2}}v_{1}+{\frac {1}{4}}v_{2}+..+{\frac {1}{2^{n}}}v_{n}}
Descreve que existem dois tipos de computadores: analógicos e digitais e este último é melhor, especialmente em escala binária. O funcionamento de tal computador deve ser tal que se carregue todos os dados e deixe-se a máquina trabalhar até calcular tudo, sem intervenção humana. Portanto, os dados tem que ser inseridos da forma binária. Em seguida mostra as operações lógicas segundo a álgebra booleana. E define que os passos devem ser coordenados por um relógio. Faz considerações sobre o uso de válvulas que podem ser usadas como memória.
Então diz que, na máquina como no ser humano, há necessidade de circuítos, chamados “chaveadores” (switches). No homem são os neurônios. O neurônio funciona com um “disparo” (“fire”). Ou seja, ou está em repouso ou dispara. Explica que os neurônios se conectam através das sinapses. E que há limiares para as sinapses dispararem ou não. Uma função importante do sistema nervoso, também necessária na máquina, é a memória. Faz uma observação que o cérebro não seria equivalente a uma máquina mas a uma execução (run) da máquina. Volta à memória e diz que para guardar um estado por curto tempo, pode-se manter o impulso dando voltas em um circuito. Descreve quais são os tipos de componentes seriam necessários. Fala de duas condições: reprodução sem distorção (componentes elásticos) e disparo (com repetidores). Discute os computadores existentes naquele momento (1947). Como manter a memória por tempos maiores é discutido em seguida. São mencionados Fotos, fitas magnéticas, fitas perfuradas.
Então diz que, dos vários métodos descritos, muitos sofrem de degeneração quântica, ou seja, os modos de vibração na mesma frequência. Remete ao capítulo 2, onde falou dos problemas de metabolismo e reprodução. Continua e afirma que talvez os neurônios armazenem informação mudando o nível do disparo para a comunicação com as próximas sinapses. Diz que a máquina de Turing seria como a Leibniz com motor. E que a ciência hoje é operacional. De acordo com esse princípio, o estudo de lógica deve ser reduzido ao estudo das máquinas lógicas. Faz algumas considerações comparando lógica e psicologia e destaca que toda lógica é limitada pelas limitações da mente humana quando ela está ocupada com aquilo que se chama pensamento lógico. Então exemplifica como a lógica é estruturada. Descreve uma indução. Dá exemplos de como uma máquina poderia entrar em curto-circuito lógico.
Então, muda o foco para se perguntar se a máquina pode aprender. Discute as ideias filosóficas dos empiristas Locke e Hume e chega a Pavlov, com o condicionamento do cachorro e designa isso por “affective tone”. Desenha um modelo que representaria os vários processos e através de mecanismos de “tom afetivo” para cada um, chega a um totalizador, que seria responsável pela decisão. Destaca que não está afirmando que o reflexo condicionado é assim; somente faz uma suposição.
Diz que esse mecanismo artificial seria capaz de aprender. Faz considerações sobre teorias de Freud e outros sobre psicologia e impulsos. Volta a insistir na ideia de que a máquina é mais que a pessoa, que seria equivalente a uma execução da máquina (“run”). Explica que as máquinas podem resolver equações complexas. Diz que as máquinas digitais são o futuro, não as analógicas.
Conclui explicando como construir tais máquinas: devem ser feitas a partir de componentes padronizados (que executem alguma função específica). Destaca problemas do consumo de energia. E conclui com a observação: “Informação é informação, não matéria ou energia. Nenhum materialismo que não admita isso pode sobreviver aos dias atuais.”

### Gestalt and Universais
Ideia principal: entender a natureza dos órgãos dos seres vivos e imaginar como é possível reproduzir o comportamento destes, de forma artificial.
O capítulo começa citando como Locke acreditava que seres humanos armazenam informação, que Wiener atribui ao mecanismo neuronal. Locke atribui três motivos (para armazenar informação): contiguidade, similaridade e causa e efeito. Wiener concorda com isso e, inclusive, acha que contiguidade e similaridade são quase a mesma coisa.
Para explicar como pode funcionar um sistema que age de acordo com estímulos externos, faz uma comparação com a minhoca que foge da luz. Diz que podemos construir mecanismos semelhantes aos naturais; que os mecanismos artificiais são mais rápidos que os naturais maa os naturais mais compactos e eficientes. Descreve o processo de visão e que a característica mais marcante é nossa habilidade de reconhecer contornos. Cita que Locke chama de “complex ideas”, a formação mais geral de ideias de um objeto.Conclui que essa funcionalidade da visão demandaria um sub-sistema específico (no ser humano) e que precisamos entender melhor o organismo humano para poder projetar algo semelhante.
Segue então para operações matemáticas para realizar mudanças de perspectiva. Analisa vários aspectos que tais transformações precisariam considerar. Chega à ideia de grupos (que já tinha sido discutida no capítulo sobre Grupos) e das transformadas de um grupo. Apresenta o conjunto S de elementos e Q(S) uma quantidade. E TS a transformação. A equação representa a medida da transformação e que esta quantidade é idêntica para os conjuntos intercambiáveis de S, ou seja grupos que apresentem a mesma forma ou Gestalt.
Passa para o assunto próteses (prosthesis), [mas em um sentido um pouco diferente do atual], ou seja, substituir um órgão ou sentido, por outro (e.g. visão por audição). Descreve um conceito para um sistema com células fotoelétricas que poderiam fazer a leitura de letras e transformá-las em sons, para cegos. Conclui acreditando que essa seria uma área promissora.

### Cibernética e Psicopatologia
Ideia principal: Comparação entre o cérebro humano e máquinas que podem raciocinar; foco nos possíveis problemas de ambos e como solucioná-los.
Começa afirmando não ser especialista na área da psiquiatria e assim suas conclusões são de um leigo e não podem ser usadas para tirar conclusões sobre patologias da mente.
Mesmo assim, chama a atenção para o fato de que o cérebro e os computadores têm muitas semelhanças. E se pergunta como o cérebro consegue evitar falhas crassas, erros grosseiros, em função do mau funcionamento de um componente. Discorre longamente quais as técnicas utilizadas para encontrar falhas nos computadores artificiais e também estratégias de redundância. Esse tipo de erro é classificado como erro de desempenho. Em seguida explica o que são os erros patológicos. Começa dizendo que não há relação entre problemas de comportamento (psicopatolóigicos) e alterações/má formação no cérebro. Chama esses problemas humanos de funcionais e os compara aos programas de computador.
Passa a analisar a forma de armazenamento de informação nos computadores e tenta inferir como seria (pode ser) no cérebro humano. Faz algumas hipóteses sobre sobrecarga dos circuitos cerebrais, que não conseguiriam levar tantas informações em um momento de sobrecarga. Como consertar (o cérebro ou a máquina)? Diz que para a máquina, basta que esta seja desligada ou pode-se aplicar uma sobrecarga. Nos humanos, um processo equivalente se dá no sono. E portanto nem todas as informações são completamente apagadas nem o cérebro é reinicializado.Descreve que existem soluções cirúrgicas (lobotomia) que suprimem os problemas mas acabam com a consciência da pessoa. Chega, então, na psicologia que acredita ser eficiente pois funciona como tratar do “programa” do ser humano. E diz que a combinação dos métodos psicológicos e psiquiátricos é uma boa alternativa. Toca no ponto sobre o tamanho do ser vivo e sua capacidade, e diz: há um limite para a organização. Fala do tamanho de animais, da construção de prédios e pontes e culmina analisando o dimensionamento de uma central telefônica.
Nesse ponto, mostra como, a cada etapa [da comutação de uma chamada com várias centrais], a possibilidade de problemas aumenta. Apresenta um exemplo de probabilidade de completamento de chamada e que esse tipo de problema de sobrecarga na central telefônica é parecido com aqueles enfrentados pelo cérebro, que também dispõe de canais de comunicação que podem se sobrecarregar. Nesse ponto, chega-se a um colapso mental (“mental breakdown”). Conclui explicando a questão da lateralidade do cérebro e os efeitos nocivos de se tentar transformar canhotos em destros e que isso ocasiona problemas de sobrecarga nos canais cerebrais (dos neurônios), provocando disfunções como gagueira ou problemas de escrita.

### Informação, Linguagem e Sociedade
Ideia principal: As comunicações são a principal característica das sociedades, especialmente a humana. É o capítulo mais político do livro, em que o autor fala do controle da mídia por uma minoria e que isso é prejudicial à sociedade.
Começa o capítulo citando Hobbes e o Leviatã, e Leibniz e o organismo para falar da organização da sociedade. Cita alguns animais e a forma de interação entre as células ou mesmo colônias (Caravela-portuguesa) que são compostas por espécies diversas. Mas, nas sociedades humanas e de outros animais sociais, é muito diferente. São seres com relações variáveis e fracas (se comparadas com as de uma colônia). O segredo do funcionamento das sociedades é a intercomunicação.
Discute o papel dos hormônios na comunicação, cita o exemplo das formigas; menciona o papel do cheiro e como isso pode influenciar o comportamento sexual, se pode desencadear uma reação hormonal interna e questiona até que ponto se sabe sobre seu funcionamento. Afirma estar apenas especulando.
Os seres humanos podem se comunicar até mesmo observando o comportamento um do outro. A comunicação se dá, apenas, até aonde vai a comunidade. Acredita que o organismo do ser humano contém muito mais informação do que uma célula.
Faz um corte e passa à discussão de que a opinião da época (da publicação do livro) era de que o capitalismo, ou seja, a livre concorrência, é um processo homeostático que ele descarta com uma afirmação dizendo que isso é teoria simplista (“simple minded theory”). Destaca a teoria dos jogos de von Neumann e Morgenstern e diz que esta teoria parte de um princípio de que o conhecimento dos participantes e sua capacidade são equivalentes. Mas que, sabe-se que na prática, o processo de equilíbrio econômico fica instável e indeterminado. E que um jogador espera a estabilidade do sistema para se aproveitar. Então o processo não é, absolutamente, homeostático (“at all”). Nesse ponto critica a manipulação da sociedade por uma sistemática de uso das pesquisas de opinião de mercado e chega, no final, a dizer que o principal fator da falta de homeostase é de que o controle dos meios de comunicação está não mãos de uma minoria. Segundo Wiener, há três restrições (problemas relacionados à honestidade e qualidade da informação) à comunicação (meios de comunicação) na sociedade: a eliminação dos veículos menos lucrativos em favor dos mais lucrativos, o fato de que os meios de comunicação estão na mão de poucos, e que os meios de comunicação são o caminho para o poder político.
Cita que há quem acredite, no meio científico, que os métodos das ciências naturais poderiam ser usados nas ciências sociais, o que ele discorda (acha excessivo otimismo). Acha que o acoplamento entre fenômeno e observador é muito difícil de minimizar. E que há poucas formas de obter dados estatísticos (em comparação com as experiências na mecânica ou eletrônica).
Faz uma nota final sobre implementar o xadrez no computador.

## Capítulos da 2a. Ed

### Sobre Máquinas que aprendem e se auto-reproduzem
Ideia principal: podemos fazer máquinas que aprendem e se reproduzem? Ressalta o risco das máquinas se comportarem como foram programadas e isso pode não ser bom para a humanidade.
Começa descrevendo o processo de aprender. Explica a teoria dos jogos de von Neumann e como implementar essas ideias. Conta como a mente humana se aproveita de situações, de certa forma, acumuladas no passado e cria alternativas baseadas nisso. Lembra que nem sempre o adversário é perfeito (modelo ideal previsto na teoria dos jogos). Faz uma longa digressão sobre nossa forma de aprender xadrez e como implementar o sistema de pesos das peças e posições. Conta sobre o algoritmo de Watanabe para jogar damas. Depois, da estratégia de animais para lutar, usando fintas e outras estratégias. Discute o risco da guerra controlada por computador. Em seguida, cita algumas histórias e lendas para chegar na ideia de que o computador, ao executar exatamente o que se programa, pode trazer resultados imprevistos (e negativos), do ponto de vista dos seres humanos que utilizaram o computador .
Começa, então, a discussão de auto-reprodução. Usa o exemplo do transdutor (feito por Dennis Gabor) e conclui dizendo que um sistema que criasse transdutores não lineares a partir de lineares seria como auto-reprodução.

### Brain Waves and Self-Organising Systems
Ideia principal: o corpo humano funciona com um relógio interno. Podemos analisar as ondas características através de equipamentos que coletem os dados. A auto-organização está relacionada com a forma como as informações são transmitidas, entre os seres vivos.
Aprendizado e auto-reprodução são fenômenos estreitamente relacionados, sendo o primeiro ontogenético (acumulado pelo aprendizado) e o segundo, filogenético (propagado pelos genes).
Explica as técnicas para se medir ondas cerebrais. Em seguida, as técnicas matemáticas para processá-las matematicamente (pois, previamente, eram apenas interpretadas de forma subjetiva, por um ser humano com experiência prévia). Propõe realizar-se uma autocorrelação do sinal com o mesmo sinal, defasado no tempo. Mostra todo o trabalho matemático de interpretação dos dados e chega até o ponto de filtrar o resultado, o que ele chama de heterodinâmica. E encontra uma frequência natural nos sinais do corpo, em 9,05 Hz (ciclos por segundo).
Discute o problema de amostragem do sinal. Percebe que há necessidade de um relógio interno, no ser humano. Parece que esse relógio funciona a 1/10 s, frequência alfa. Mostra algumas situações em que os ritmos biológicos se sincronizam. Sugere que isso também acontece no mundo das máquinas. E pondera que isso poderia representar a auto-organização do sistema. Acha que essa auto-organização pode ser testada na reprodução dos vírus. Mas que é uma pesquisa complexa e detalhada.

## Influência
Cibernética é um livro com uma longa antevisão dos desenvolvimentos da humanidade desde sua publicação; a própria palavra cibernética passou a ter um sentido amplo que transcendeu o que o autor inicialmente concebeu.
Não só os aspectos técnicos se tornaram realidade (como a implementação do computador digital segundo a arquitetura prevista por Wiener) como diversos riscos discutidos no livro são questões atuais como controle da mídia e desemprego pela automação; também questões como o fato dos computadores, ao executarem tarefas para as quais foram programados, criarem situações problemáticas.